# Ferndale (Pensilvania)
Ferndale es un borough ubicado en el condado de Cambria en el estado estadounidense de Pensilvania. En el año 2000 tenía una población de 1834 habitantes y una densidad poblacional de 2007 personas por km².

## Demografía
Según la Oficina del Censo en 2000 los ingresos medios por hogar en la localidad eran de $32 617 y los ingresos medios por familia eran $41 438. Los hombres tenían unos ingresos medios de $28 750 frente a los $20 000 para las mujeres. La renta per cápita para la localidad era de $25 750. Alrededor del 8,9 % de la población estaba por debajo del umbral de pobreza.